# ルイ＝ヴィクトル＝メリアデック・ド・ロアン
ルイ(9世)＝ヴィクトル＝メリアデック・ド・ロアン（Louis(IX)-Victor-Meriadec de Rohan, 1766年7月20日 - 1846年12月10日）は、ブルボン朝末期フランスの貴族。フランス革命後はオーストリア帝国に移住・帰化した。フランス貴族としてモンバゾン公、ゲメネ公及びブイヨン公の爵位を、オーストリア貴族としてロアン侯の爵位を有した。

## 生涯
ゲメネ公アンリ・ド・ロアンとその妻ヴィクトワール・ド・ロアンの間の第4子・次男。1779年13歳の時からフランス軍陸軍士官として勤務したが、1789年フランス革命が勃発すると初めイングランドに避難したが、1794年家族の亡命したオーストリアに移住し、同国軍に入隊。すでに同国軍陸軍大佐となっていた兄シャルル＝アランを頼ってのことだった。1801年1月23日付でオーストリア軍陸軍少将への昇進が決まり、同年2月12日の辞令で少将に任命され、皇帝より第21歩兵連隊（Infanterie-Regiment Nr. 21）の指揮権を委任された。
1805年の第三次対仏大同盟戦争では皇弟ヨハン大公率いるチロル地方の軍団の義勇兵旅団（Freiwilligen-Brigade）の旅団長として従軍、ナウダースに駐屯していたフランス軍の両翼を分断させる作戦に従事した。11月17日、ヴィクトルはメラーノで軍を招集し、ボルツァーノへ向けて進軍を始めた。彼の旅団は11月20日夜トリエントに、さらに翌日ボルゴ・ヴァルスガーナに到達した。さらに進んだところ、ヴィンシュガウで敵軍の両翼に囲まれる形となったが、ヴァルスガーナ渓谷からアディジェ川へと突破して事なきを得た。ヴィクトルはアディジェ川の両岸から軍勢を集め、追いかけてきたフランス軍旅団とアディジェ川の橋上で戦い、橋の反対側へ押し返した。ヴィクトルはそこからヴェネツィアへと一気に退却し、多くの脱落者を出しつつヴェネツィアを占領していたオーストリア軍に合流しようと考えた。ところが敵将アンドレ・マッセナ元帥はヴィクトルの義勇兵旅団を追い詰め全滅させるべくサン＝シール将軍の旅団を派遣したため、ヴィクトルの計画は不可能になった。同時にレニエ将軍の隊がヴィクトルの軍の前進ルートを絶つためにノアーレへ進軍し、11月24日カステルフランコでヴィクトルの旅団と交戦した。この状況下でサン＝シールがカンポザンピエーロから味方のレニエに加勢すべくカステルフランコへ兵を進めたため、ヴィクトルの軍は再びフランス軍に包囲される形となり、ヴィクトルはついに歩兵3780名・騎兵494名と共に投降し捕虜となった。イタリアでのこの戦績を評価され、1806年5月28日マリア・テレジア軍事勲章騎士章を授与された。
1808年、再び第21歩兵連隊の所有者兼連隊長となり、1809年5月4日陸軍中将に昇進した。オルシーニ＝ローゼンベルク侯麾下の第4師団に所属する旅団の旅団長として、アスペルンの戦い及びヴァグラムの戦いに従軍、後者の戦闘で7月6日に負傷した。1810年退役してボヘミアの所領に戻った。
1802年、兄シャルル＝アランの一人娘ベルト・ド・ロアン（1782年 - 1841年）と結婚したものの、子は生まれなかった。1836年兄の死と同時にロアン家の家督及び諸称号と資産を継承したが、10年後に80歳で亡くなり、ヴィクトルの死と同時にロアン＝ゲメネ分家は断絶した。ロアン家の家督・爵位・資産は、姉ジョゼフィーヌの長子でロアン＝ロシュフォール分家のカミーユが受け継いだ。

## 引用
1. ↑  De la Chenaye-Desbois: Généalogie des Hauses Rohan. Prag, 1857. S. 44.